# Грб општине Коцељева
Знамење Коцељеве jе усвојено у октобру 2007. године. Знамење прати стандарде нове српске хералдике, па су тако усвојени грб у три нивоа и стег општине.
Хералдички стег, присутан на великом грбу jе званична застава ове општине. У питању jе модификован и поједностављен мотив са штита, односно основне форме грба. Застава квадратног облика, косо jе подељена на четврине, горња и доња четвртина су црвене боје, а четврине при копљу и од копља плаве. Преко свега, бели (сребрни) фрет.
Основни грб Коцељеве понавља мотив са стега (или обрнуто). Jедина разлика jе у присуству по четири сребрна кристала распоређена 1-2-1 у све четири четвртине штита.
Штит крунисан златном бедемском круном и украшен гранама шљиве и лентом са именом општине представља средњи грб Коцељеве.